# Hanne Larsen (Fußballspielerin)
Hanne Larsen (* 7. Dezember 1960) ist eine ehemalige dänische Fußballspielerin.

## Karriere

### Vereine
Larsen spielte zunächst bis 1980 für den in der Kommune Ballerup ansässigen Ballerup-Skovlunde Fodbold Vereinsfußball, bevor sie sich in die Kommune Rødovre in der Nähe von Kopenhagen begab. Dort war sie von 1981 bis 1984 für den Rødovre Boldklub in einer unterklassigen Liga aktiv.

### Nationalmannschaft
Larsens Länderspieldebüt erfolgte am 21. Oktober 1978 in Ruinen beim 3:0-Sieg über die Nationalmannschaft der Niederlande in ihrem ersten von fünf Freundschaftsspielen. Ihr erstes von zwei Länderspieltoren gelang ihr am 19. Mai 1979 in Kopenhagen mit dem Treffer zum 3:0 in der 49. Minute in ihrem zweiten – ebenfalls in Freundschaft ausgetragenen – Länderspiel, das gegen die Nationalmannschaft Englands mit 3:1 gewonnen wurde.
Des Weiteren kam sie in acht Spielen bei ihren drei Teilnahmen an den Nordischen Meisterschaften 1979, 1981 und 1982 zum Einsatz, wie auch in vier Spielen der in Italien ausgetragenen inoffiziellen Europameisterschaft vom 18. bis 28. Juli 1979. Die Begegnungen mit den Nationalmannschaften Frankreichs, Schottlands, Schwedens und Italiens wurden mit 3:1, 2:0, 1:0, 2:0 allesamt gewonnen und somit auch das Turnier. In Kōbe bestritt sie und ihre Mannschaft das erste Mal ein Länderspiel in Asien; ihr einziges Turnierspiel gegen die Nationalmannschaft Italiens endete 1:1 unentschieden. Ihren letzten Einsatz als Nationalspielerin für die DBU bestritt sie am 28. April 1984 mit den ersten 45 Minuten des EM-Halbfinalrückspiels, das gegen die Nationalmannschaft Englands mit 0:1 in Hjørring verloren wurde.

## Erfolge
- Halbfinalist Europameisterschaft 1984
- Nordischer Meister 1982
- Turniersieger Inoffizielle Europameisterschaft 1979